# هربدان (نصروان)
هربدان (بالفارسية: هربدان) هي قرية تقع في إيران في البلدة المركزية. يقدر عدد سكانها بـ 1,123 نسمة .